# Jacques-Ignace Parrocel
Pour les articles homonymes, voir Parrocel.
Jacques-Ignace Parrocel est un peintre français, né à Avignon en 1667 et mort à Mons (Pays-Bas autrichiens) en 1722.

## Biographie
Jacques-Ignace Parrocel est le fils aîné du peintre Louis Parrocel (1634-1694) et de Dorothée de Rostang. Son père lui apprend les premiers rudiments de la peinture ; il se perfectionne avec son oncle Joseph Parrocel (1646-1704) qui lui transmet le sens du tableau de batailles.
Il se marie à Avignon en 1689 avec Jeanne Marie Perrier dont il aura onze enfants ; parmi ceux-ci seul Étienne Parrocel (1696-1775) deviendra également peintre.
En 1710, il part en Italie à Livourne avec sa maîtresse, puis s'installe avec elle à Florence. Il se fait alors une solide réputation de peintre. En 1719, il se trouve en Autriche où il travaille pour Charles VI et le prince Eugène. Plusieurs de ses œuvres de cette période sont conservées à Vienne. Peintre prolifique, il produit un grand nombre de peintures religieuses, de batailles, de paysages et de portraits.
Jacques-Ignace Parrocel meurt à Mons alors qu'il décorait une galerie du duc Léopold-Philippe d'Arenberg.

Œuvres de Jacques-Ignace  Parrocel
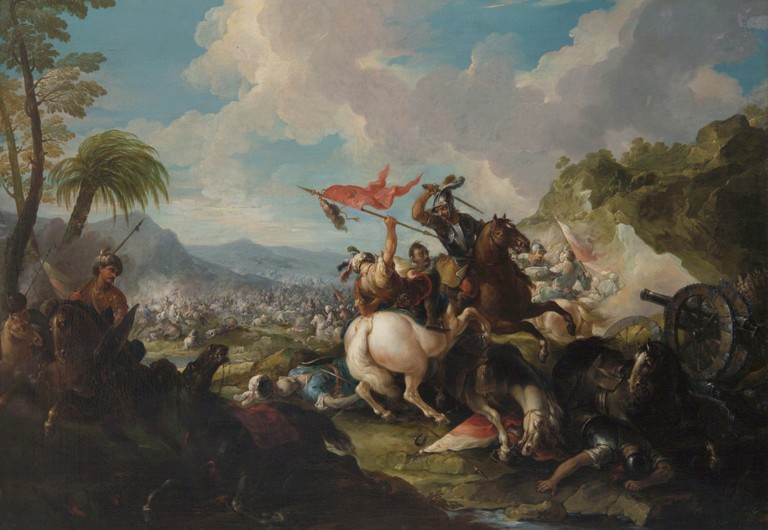
Bataille contre les Turcs (entre 1711 et 1720), musée d'histoire de l'art de Vienne.
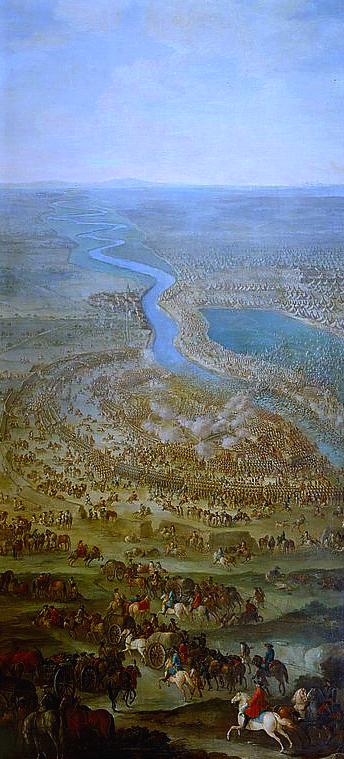
Bataille de Zenta (entre 1711 et 1720), musée d'histoire de l'art de Vienne.
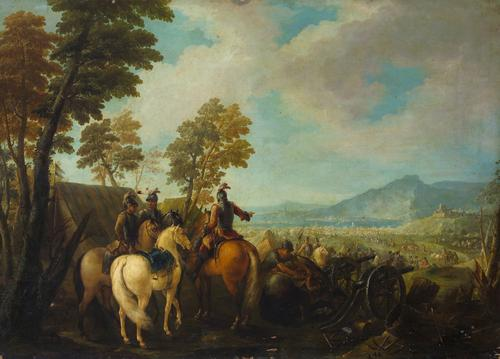
Le Camp (entre 1711 et 1720), musée d'histoire de l'art de Vienne.
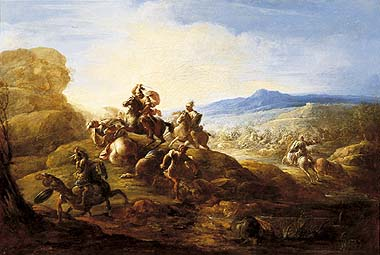
Scène de bataille (1739), Meaux, musée Bossuet.